# Alcathoe cuauhtemoci
Alcathoe cuauhtemoci is een vlinder uit de familie wespvlinders (Sesiidae), onderfamilie Sesiinae.
Alcathoe cuauhtemoci is voor het eerst wetenschappelijk beschreven door KrogMann & Riefenstahl in 2004. De soort komt voor in het Neotropisch gebied.